# Дом Кугушевых
Дом Кугушевых — памятник градостроительства и архитектуры в историческом районе Започаинье (Ильинская слобода) Нижнего Новгорода. Главный дом бывшей усадьбы князей Кугушевых выстроен в 1824—1825 годах. Здание известно и под другими названиями: Дом П. Т. Переплётчикова, дом купца И. А. Власова, усадьба Кугушевых. В настоящее время внесено в единый реестр объектов культурного наследия под наименованием «Дом Кугушевых».
Историческое здание по адресу улица Сергиевская, 14 сегодня — объект культурного наследия Российской Федерации.

## История
По данным историка Н. Ф. Филатова, обширный земельный участок в Сергиевском тупике напротив одноимённой церкви, в начале XIX века принадлежала князьям Кугушевым. В XVIII веке на участке уже был возведён каменный дом, но после утверждения нового плана Нижнего Новгорода от 1824 года владельцы решили перестроить усадьбу, заказав проект архитектору А. Л. Лееру. По другим данным, главный дом усадьбы уже был построен в 1810 году губернским архитектором И. И. Межецким.
Филатов пишет, что Кугушевы собирались возвести более обширный жилой дом с залом для приёмов на 2-м этаже, два флигеля (один во дворе) и кирпичную ограду по красной линии улицы. К строительству привлекли артель К. М. Мичурина. Закладка фундаментов состоялась летом 1824 года, а с 15 июня 1825 года начались отделочные работы под надзором Леера. 25 октября строительство было завершено. Усадьба стала оцениваться в крупную по тем временам сумму в 10 тыс. рублей.
Князь Пётр Матвеевич и Анна Степановна Кугушевы отказались выплатить заработанные Мичуриным 1667 рублей, сначала обещая выплатить сумму «день ото дня», а затем объявив, что не собираются расплачиваться. Подрядчик обратился в полицию, а затем к генерал-губернатору А. Н. Бахметеву. Однако Кугушевы официально объявили о расчёте с подрядчиком ещё в 1825 году и, таким образом, обманом сэкономили деньги, породив новый скандал и возобновление пересудов в среде нижегородского дворянства об убийстве в 1813 году княгини Кугушевой дворовыми людьми.
В центре двора, вероятно ещё Кугушевыми, был выстроен каменный флигель, указанный на съёмке плана Нижнего Новгорода от 1851 года (в наши дни находится в аварийном состоянии). В 1870 году с западной стороны был пристроен двухэтажный флигель, который соединялся по второму этажу с главным домом усадьбы раскрепованной вставкой, на первом этаже которой была оставлена проездная арка во двор (не сохранилась). В ходе капитального ремонта зданий в 1981—1983 годах отдельно стоящий флигель был пристроен к дому двухэтажной вставкой, что исказило общую композицию усадьбы. Также были уничтожены лепной декор, печи, столярка. Проведена перепланировка, с устройством кухонь, санитарных узлов и ванных комнат в каждой квартире. Разобраны старые лестницы, заменённые на новые железобетонные.

## Архитектура
Первоначально усадьба составляла единый ансамбль. Каменный главный двухэтажный дом в 7 окон по главному фасаду получил выступающий центральный ризалит с 4 ионическими пилястрами под треугольным фронтоном кровли. Благодаря пространственному построению объёмов, ясному, выдержанному в стиле русского классицизма и хорошо прорисованному убранству, дом Кугушевых остаётся одним из лучших архитектурных памятников Нижнего Новгорода начала XIX века. В советское время архитектура здания была искажена, в частности растесаны окна при ремонте. Исследователи А. В. Ильин и Е. Ю. Агеева находили, что Дом Кугушевых — необычный пример позднего классицизма в застройке города. В здании четыре пилястры опираются на невысокий цоколь, в противовес столичному варианту. Фасад был явно навеян примерами из «образцовых фасадов» 1809—1812 годов, но при сравнении обнаруживается множество различий, внесённых А. Л. Леером, и данный вариант авторского фасада позже получил широкое распространение в архитектуре Нижнего Новгорода.
Западный флигель двухэтажный каменный в 3 окна по главному фасаду. Имеет аналогичное с главным домом архитектурное решение. Имеет выступающую часть в пять световых осей. Углы закруглены в плане. Восточный фасад обращён во двор. Флигель оштукатурен, но лишён всякого декора, исключая венчающий стены антаблемент упрощённого рисунка, как и на южном фасаде главного дома.
Не сохранившаяся кирпичная ограда отсекала территорию сада от проезжей части улицы. Представляла собой высокую, разбитую на секции с опорными столбами и с арочными нишами глухую стену.